# Spliceossoma
O spliceossoma é um complexo de RNA e de subunidades proteicas que removem sequências não-codificantes (intrões) do mRNA precursor, um processo normalmente designado por splicing.
Uma breve analogia: é um editor de filmes que corta seletivamente determinado material irrelevante ou incorreto (equivalente aos íntrons) do filme inicial e envia a versão limpa ao diretor para o corte final.
O spliceossoma é composto por cinco pequenas ribonucleoproteínas nucleares (snRNP) e por um conjunto de factores proteicos associados.
As snRNPs que fazem parte do spliceossoma são nomeados de U1, U2, U4, U5 e U6, e participam em variadas interações RNA-RNA e RNA-proteína. O componente RNA das snRNP é rico em uridina.
A montagem canônica do spliceossoma ocorre novamente em cada pré-mRNA (também conhecido como RNA nuclear heterogêneo). O pré-mRNA contém elementos de sequência específicos que são reconhecidos e utilizados durante a montagem do spliceossoma. Estes incluem o local de emenda 5 ', a sequência do ponto de ramificação, o trato de polipirimidina e o local de emenda 3'. O spliceossoma catalisa a remoção de íntrons e a ligação dos exões flanqueadores.
Os íntrons têm tipicamente uma sequência de nucleotídeos GU no local de emenda final 5 'e um AG no local de emenda final 3'. O local de emenda de 3 'pode ser ainda definido por um comprimento variável de polipirimidinas, chamado trato de polipirimidina (PPT), que serve a dupla função de fatores de recrutamento para o local de emenda de 3' e possivelmente fatores de recrutamento para a sequência do ponto de ramificação (BPS). O BPS contém a adenosina conservada necessária para a primeira etapa do splicing.
Novas evidências derivadas da primeira estrutura cristalina de um íntron do grupo II sugerem que o spliceossoma é na verdade uma ribozima e que utiliza um mecanismo de íon bimetálico para a catálise. Além disso, muitas proteínas exibem um motivo de ligação ao zinco, o que ressalta a importância do zinco metálico no mecanismo de união. A primeira reconstrução de resolução molecular do complexo de ribonucleoproteína nuclear tripla pequena U4 / U6.U5 (tri-snRNP) foi relatada em 2016. 
1. ↑  Will, Cindy L.; Lührmann, Reinhard (julho de 2011). «Spliceosome Structure and Function». Cold Spring Harbor Perspectives in Biology. 3 (7). ISSN 1943-0264. PMC 3119917. PMID 21441581. doi:10.1101/cshperspect.a003707